# Vitor Hugo (ator)
Vitor Hugo Azevedo Cardoso Nascimento (Rio de Janeiro, 3 de março de 1977) é um ator e diretor teatral brasileiro. Em 2017 se mudou para Portugal.

## Carreira
Iniciou a carreira de ator no teatro em 1987, aos 10 anos de idade. Estreou na TV em 1989, na extinta TV Manchete, na minissérie Na Rede de Intrigas, tendo também atuado na novela Ana Raio e Zé Trovão, em 1990 na mesma emissora. Vencedor do Prêmio Coca-Cola de Teatro na categoria Melhor Ator Revelação, aos 15 anos de idade, no ano de 1992, foi indicado ao Prêmio Shell de Teatro Rio, pela direção do espetáculo Capitães da Areia, e ao Prêmio Contigo de Televisão Brasileira, em 2009, na categoria de melhor ator coadjuvante. Em 1992 estreou no teatro em Capitães da Areia, encenado no Teatro Vannucci, Rio de Janeiro. Elogiado pelos principais críticos teatrais cariocas, o ator, então com 15 anos, recebeu o Prêmio Coca-Cola na categoria de melhor ator revelação. O sucesso nos palcos o levou à sua estreia na TV Globo, no mesmo ano de 1992, na novela Perigosas Peruas. Aos 16 anos fundou uma cooperativa de jovens atores, nomeada Companhia dos Bananas, por meio da qual produziu mais 10 espetáculos teatrais, peças que marcaram a estreia profissional das atrizes Taís Araújo, Carolina Dieckmann, Nívea Stellmann e Raquel Nunes.
Em 1995 fez sua estreia no cinema, protagonizando, ao lado de Antônio Fagundes, o longa-metragem Fica Comigo, dirigido por Tizuka Yamasaki. Em 1997 deu início ao desenvolvimento de sua pesquisa teatral, tendo ingressado na faculdade de Filosofia onde se especializou em Estética. No ano de 2001, inaugurou um centro cultural no bairro do Recreio dos Bandeirantes, no Rio de Janeiro, com ações voltadas para o resgate e a difusão da cultura popular brasileira. Em 2005, com o patrocínio da Eletrobrás, adaptou, produziu e dirigiu o espetáculo Capitães da Areia, com trilha sonora assinada pelo celebrado percussionista Naná Vasconcelos. O espetáculo foi indicado ao Prêmio Shell de Teatro - Rio. Em 2008 o ator interpretou o personagem Marreta, na novela Chamas da Vida, da TV Record, atuação que lhe rendeu a indicação ao Prêmio Contigo de Televisão Brasileira, na categoria de melhor ator coadjuvante.

## Vida pessoal
Bacharel e licenciado em Filosofia pela PUC do Rio de Janeiro, e pós-graduando em Arte e Filosofia pela mesma universidade.

## Filmografia

### Televisão
| Ano         | Título                             | Personagem/Papel                 | Notas                                         |
| ----------- | ---------------------------------- | -------------------------------- | --------------------------------------------- |
| 1989        | Na Rede de Intrigas                | Arthur Simões Neto (Arthurzinho) |                                               |
| 1991        | A História de Ana Raio e Zé Trovão | Pedro Piá                        |                                               |
| 1992        | Perigosas Peruas                   | Caco                             | Episódio: "3 de agosto"                       |
| 1993        | Sex Appeal                         | Roberto Fonseca (Beto)           |                                               |
| 1994        | Confissões de Adolescente          | André                            | Episódio: "Despertar da Primavera"            |
| 1998        | Corpo Dourado                      | Joca                             | Episódio: "22 de julho"                       |
| 2000        | Laços de Família                   | Marquinhos (Amigo de Paulo)      |                                               |
| 2004        | Cabocla                            | Tião                             |                                               |
| 2006        | Malhação                           | Tesoura                          | Episódio: "13 de março"                       |
| 2006        | Alta Estação                       | Apresentador do debate           | Episódios: "26–27 de outubro"                 |
| 2007        | Vidas Opostas                      | João                             | Episódio: "13 de junho"                       |
| 2008        | Chamas da Vida                     | Fernando Teixeira (Marreta)      |                                               |
| 2010        | A História de Ester                | Teres                            |                                               |
| 2010        | Balada, Baladão                    | Fuzil                            | Especial de fim de ano                        |
| 2012        | Rei Davi                           | Mefibosete                       |                                               |
| 2013        | José do Egito                      | Judá                             |                                               |
| 2013        | Pecado Mortal                      | Vinícius Vieira (Picasso)        |                                               |
| 2015        | Milagres de Jesus                  | Malco                            | Episódio: "A Cura do Servo do Sumo Sacerdote" |
| 2015        | Os Dez Mandamentos                 | Corá                             |                                               |
| 2017        | O Rico e Lázaro                    | Jeremias                         | Episódios: "13–15 de março"                   |
| 2017-2018   | A Herdeira                         | Diego Ventura                    |                                               |
| 2018-2019   | A Teia                             | Ricardo Saavedra                 |                                               |
| 2018-2019   | Dança com as Estrelas (4.ª edição) | Ele Próprio, Concorrente         |                                               |
| 2019-2020   | Prisioneira                        | Mário Andrade e Sousa            |                                               |
| 2020-2021   | Bem Me Quer                        | Paulinho                         |                                               |
| 2021        | Patrões Fora                       | Venâncio Carocha                 | Episódio: "O Que Será dos Baratas Agora?""    |
| 2022- 2023  | Quero É Viver                      | Direção de Atores                |                                               |
| 2024        | Cacau                              | Valdemar Castelli                |                                               |
| 2024 - 2025 | A Fazenda                          | Ivandro Braga                    |                                               |
| 2025 - 2026 | Terra Forte                        |                                  |                                               |

### Cinema
| Ano  | Título                      | Personagem |
| ---- | --------------------------- | ---------- |
| 1998 | Fica Comigo                 | Wan        |
| 1999 | Xuxa Requebra               | Guto       |
| 2016 | Os Dez Mandamentos: O Filme | Corá       |

## Teatro

### Como ator
- 1992 - Capitães da Areia. Autoria: Jorge Amado. Direção Roberto Bomtempo. Teatro Vannucci, Rio de Janeiro

Indicação ao Prêmio Coca-Cola de Teatro na Categoria Melhor Ator Revelação
- 1993 - A Gente não tem Cara de Babaca. Direção Zé Carlo Moreno. Teatro Vannucci, Rio de Janeiro
- 1993 - Banana Split. Autoria: Sandro Cardoso. Direção Paula Horta. Teatro Vannucci, Rio de Janeiro; Teatro Amazonas, Manaus
- 1994 - A Quarta Companhia. Autoria: Desmar Cardoso. Direção Desmar e Paula Horta. Teatro Leblon, Rio de Janeiro
- 1997 - Quatro Formas de Amar. Autoria: Thiago Santiago. Direção Rogério Fabiano. Teatro Posto 6, Rio de Janeiro; Teatro Alterosa, Belo Horizonte; Teatro Adolpho Mello, Florianópolis
- 2005 - Capitães da Areia. Autoria: Jorge Amado. Adaptação e Direção Vitor Hugo. Teatro Vannucci e Teatro Miguel Falabella, Rio de Janeiro